# Indrek Hargla

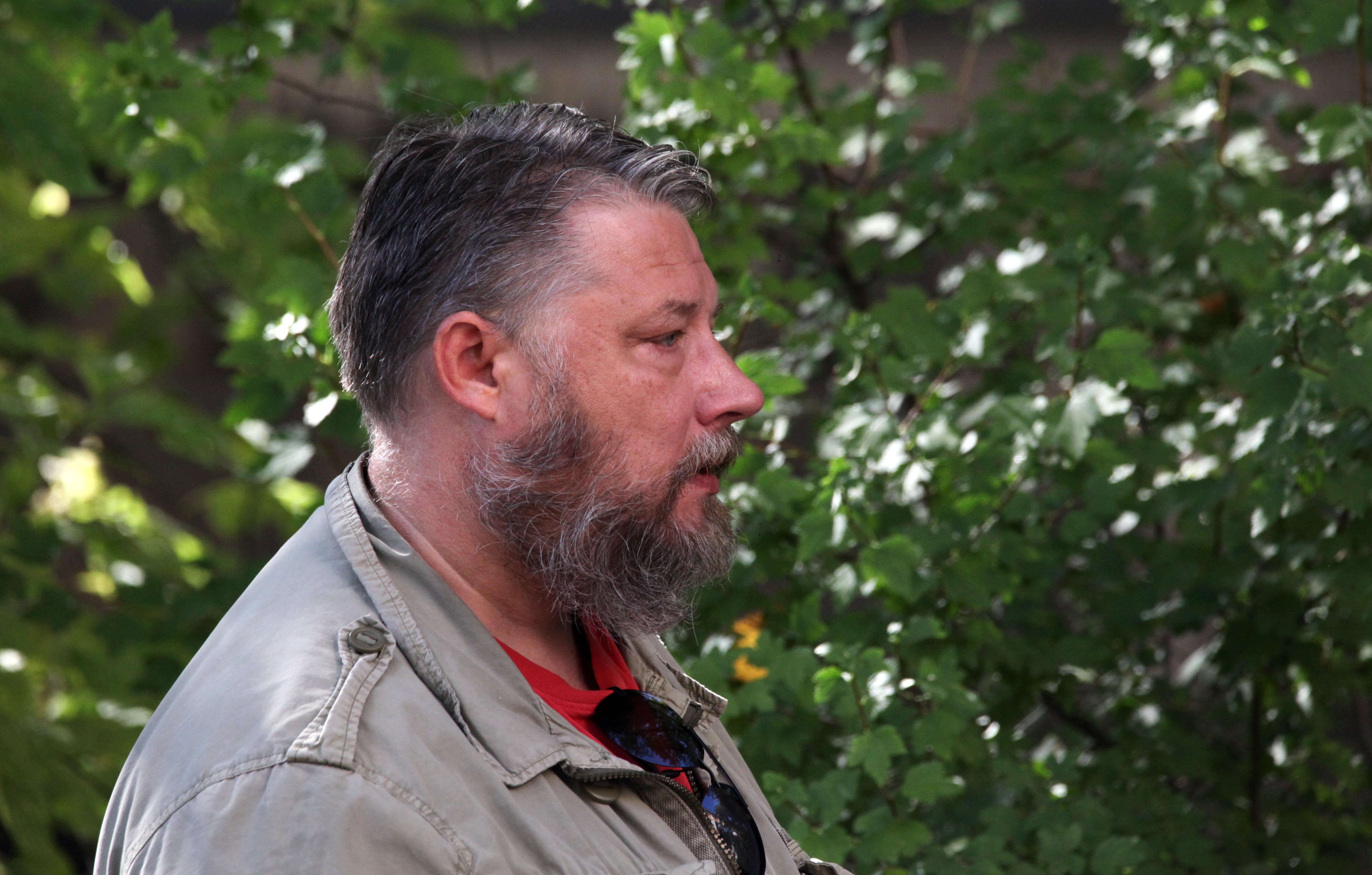
Indrek Hargla (2021)

Indrek Hargla (nacido como Indrek Sootak, Tallin, 12 de julio de 1970) es uno de los más conocidos y prolíficos escritores estonios adscritos a los géneros de la ciencia ficción, fantasía y novela policíaca.
Hargla se graduó en 1993 de la Facultad de Derecho en la Universidad de Tartu, y desde 1998 ha publicado más de 67 novelas. En 2008 recibió el Premio Friedebert Tuglas de cuento y en 2012 el Premio de literatura Eduard Vilde.

## Obras

### Novela
- Baiita needus (2001) ISBN 9985-3-0503-5
- Palveränd uude maailma (2003) ISBN 9985-3-0659-7
- Vabaduse kõrgeim määr (2003) ISBN 9985-3-0749-6
- French ja Koulu (2005) ISBN 9985-3-1005-5
- French ja Koulu Tarbatus (2007) ISBN 978-9985-3-1527-9
- Frenchi ja Koulu reisid (2009) ISBN 978-9985-3-1979-6

#### Series detectivescas
- Apteeker Melchior ja Oleviste mõistatus (2010 a 2011) ISBN 978-9985-3-2053-2
- Apteeker Melchior ja Rataskaevu viirastus (2010) ISBN 978-9985-3-2131-7
- Apteeker Melchior ja timuka tütar (2011) ISBN 978-9985-3-2208-6
- Apteeker Melchior ja Pirita kägistaja (2013)
- Apteeker Melchior ja Tallinna kroonika (2014)
- Apteeker Melchior ja Gotlandi kurat (2017)
- Apteeker Melchior ja Pilaatuse evangeelium (2019)

### Novela corta
- Gondvana lapsed (1999)
- Uskmatuse hind (1999)
- Excelsuse konkistadoorid (1999)
- Pan Grpowski jõulud (1999)
- Obernoni Apokrüüf (2000)
- Capaneusi Harta (2000)
- Mees, kes ei joonud viskit (2001)
- Väendru (2001)
- Hathawareti teener (2002) ISBN 9985-9380-5-4
- Maris Stella (2003) ISBN 9985-9383-7-2
- Tagasi tulevikku IV (2003).

### Cuento
| - Deja-vu (1998). - Õnnekosk (1998). - Gondvana lapsed (1998). - Kliendi soov (1999). - Spitzbergeni nokturn (1999). - Kindel linn (1999). - Kõik võimalused maailmas (1999). - Koobassaare heinaküün (2000). - Nad tulevad täna öösel! (1) (2000). - Eeben (2000). - Nad tulevad täna öösel! (2) (2000). - Diplomitöö (2000). - Sierra Titauna nekropol (2000). - Aleana (2000). - "Kuningas Christeri Mõõk" ja Ingrid (2000). - Sindbadi kaheksas reis (2000). | - Heeringakaupmees Hendriku mõrsja (2000). - Sild üle vaevavete (2000). - Rabaröövel (2000). - Meninos da rua (2000). - Isa süda (2001). - Fusion (2001). - Kevade tulek (2001). - Mees Assisi linnast (2001). - Liiga hilja (2001). - Veneetsia peeglite mõistatus (2001). - Paroodiad (2001). - Uneparandaja (2001). - Pengringeerion (2001). - Kord kuult (The Order from the Moon) (2001). - Sõber selvas (2001). - Terve maailm (2001). | - Sindbadi üheksas reis (2001). - Vereta jaht (2001). - Enesemääramisõigus (2002). - Vend Rus (2002). - Püha Graal – 1984 (2002). - Cuncti simus concanentes: Ave Maria (2002). - Novembrivalss Vanal väljakul (2002). - Vlad (2003). - Viljakoll (2004). - Tagasi süütusesse (2004). - Minu päevad Liinaga (2008). - Apteeker Melchior ja katustel tantsija (2010). |

### Recopilaciones
- Nad tulevad täna öösel! (2000).
- Pan Grpowski üheksa juhtumit (2001) ISBN 9985-9271-9-2
- Hathawareti teener (2002).
- Roos ja lumekristall (2006) ISBN 9949-420-33-4

### Antología
- Õudne Eesti: Valimik eesti õudusjutte (2005).